# كأس العالم تحت 17 سنة لكرة القدم 1993
كأس العالم تحت 17 سنة لكرة القدم 1993 هو موسم من كأس العالم تحت 17 سنة لكرة القدم. أشرف على تنظيمه الاتحاد الدولي لكرة القدم، وكان عدد الأندية المشاركة فيه  16، وفاز فيه منتخب نيجيريا لكرة القدم.